# 新費多里夫卡 (沃茲涅先斯克區)
48°5′45″N 31°34′30″E / 48.09583°N 31.57500°E
新費多里夫卡（烏克蘭語：Новофедорівка）是烏克蘭的村落，位於該國南部尼古拉耶夫州，由沃茲涅先斯克區負責管轄，面積0.58平方公里，海拔高度188米，2001年人口17，人口密度每平方公里29.3人。